# Lubow Radczenko
Lubow Nikołajewna Radczenko z d. Baranska (ros. Любовь Николаевна Радченко (Баранская), ur. 1871 w Tomsku, zm. 1962) – rosyjska działaczka społeczna i polityczna, rewolucjonistka związana ze stronnictwem mienszewików.

## Życiorys
Ukończyła kursy położnicze w Petersburgu, na początku lat 90. XIX w. związała się z ruchem socjaldemokratycznym. W listopadzie 1891 została aresztowana i w styczniu 1892 zwolniona. Była członkinią petersburskiego Związku Walki o Wyzwolenie Klasy Robotniczej, w 1896 została ponownie aresztowana i w marcu 1898 skazana na zesłanie pod nadzorem policji do guberni czernihowskiej. Od 1898 działała w SDPRR, 8 lutego 1902 została ponownie aresztowana i w październiku 1902 skazana na zesłanie do Pskowa, w listopadzie 1902 wyemigrowała do Szwajcarii i później do Francji, skąd w październiku 1903 wróciła do Rosji. 10 czerwca 1904 została po raz czwarty aresztowana i później zwolniona, od 8 maja 1906 do 13 maja 1907 wchodziła w skład KC SDPRR jako przedstawicielka stronnictwa mienszewików. W 1917 była członkiem Moskiewskiego Komitetu SDPRR(m), w 1918 po przejęciu pełni władzy w Rosji przez bolszewików odeszła od działalności partyjnej, później pracowała jako statystyk. 3 grudnia 1926 została aresztowana w Moskwie przez OGPU jako aktywna mienszewiczka, 11 grudnia wypuszczona pod rygorem zakazu opuszczania Moskwy, następnie 28 stycznia 1927 pozbawiona prawa do pobytu w Moskwie i obwodzie moskiewskim. Później przebywała na zesłaniu w Woroneżu. 13 grudnia 1930 otrzymała trzyletni zakaz pobytu w obwodzie leningradzkim, obwodzie moskiewskim i w Ukraińskiej SRR. Była dwukrotnie zamężna, pierwszy raz ze Stiepanem Radczenką i po raz drugi z Władimirem Rozanowem, z którym miała córkę Natalję.